# DBUs Landspokalturnering for kvinder 2019-20
 Ikke at forveksle med DBU Pokalen 2019-20.
DBUs Landspokalturnering for kvinder  2019-20 (også kendt som Sydbank Kvindepokalen 2019-20, af sponsormæssige årsager) er den 28. udgave af DBUs Landspokalturnering for kvinder. Hold fra landets bedste række Elitedivisionen, er automatisk kvalificeret til anden runde af turneringen.
Sydbank har siden 2018, været officiel navnesponsor for hele pokalturneringen og er det frem til 2021.
Samtlige pokalkampe kan ses på streamingtjenesten Mycujoo, mens finalekampen vises på DR1.
Fortuna Hjørring er forsvarende mestre fra 2019, med deres 9. titel.

## Kampe

### 1. runde
Pokalturneringens første kampe blev spillet d. 5. august 2019.
| Dato   | Kamp                                  | Res. |
| ------ | ------------------------------------- | ---- |
| 05.08. | Romalt IF - Aalborg Freja             | 2-0  |
| 14.08. | BK Fix – Sundby Boldklub              | 0-7  |
| 14.08. | Roskilde Pigefodbold – Herlufsholm GF | 2-6  |
| 14.08. | Husum BK – Boldklubben Skjold         | 3-0  |
| 14.08. | Ølstykke FC – Østerbro IF             | 0-6  |
| 14.08. | Kjellerup Frederiks Q – JAI Fodbold   | HHT  |
| 14.08. | Lemvig GF – Ringkøbing IF             | 6-0  |
| 14.08. | Toftlund IF – Varde IF                | 0-10 |
| 14.08. | Haderslev FK – Vejle BK               | 0-2  |
| 14.08. | Hedensted IF – Oure Fodboldakademi    | HHT  |
| 14.08. | Tårup IF – Tåsinge f. B.              | HHT  |
| 14.08. | Espergærde IF – Fredensborg BI        | 0-7  |
| 14.08. | Allerød FK – Hillerød Fodbold         | UHT  |
| 14.08. | Frederiksberg Boldklub – FC Damsø     | 0-2  |
| 14.08. | Silkeborg IF Q – Aarhus 1900          | 1-2  |
| 14.08. | NFC/VIF Fodbold – HB Køge             | 1-8  |
| 14.08. | DHF & K Fodbold – Støvring IF         | 1-2  |

### 2. runde
| Dato   | Kamp                                     | Res. |
| ------ | ---------------------------------------- | ---- |
| 17.09. | Næsby BK - KoldingQ                      | 1-2  |
| 18.09. | JAI Fodbold – VSK Aarhus                 | 0-3  |
| 18.09. | Tåsinge f. B. – Varde IF                 | 0-2  |
| 18.09. | FC Damsø – HB Køge                       | 1-3  |
| 18.09. | AaB Fodbold – Fortuna Hjørring           | 0-2  |
| 18.09. | Støvring IF – Lemvig GF                  | 10-3 |
| 18.09. | Boldklubben Heimdal – B.93               | 0-6  |
| 18.09. | Romalt IF – FC Thy-Thisted Q             | 1-4  |
| 18.09. | Oure Fodboldakademi – Brøndby IF         | 0-11 |
| 18.09. | Herlufsholm GF – FC Nordsjælland         | 2-3  |
| 18.09. | Husum BK – Sundby Boldklub               | 0-6  |
| 18.09. | MG & BK Fodbold – Odense Q               | 0-6  |
| 18.09. | Allerød FK – Fredensborg BI              | 0-2  |
| 18.09. | Vejle BK – Aarhus 1900                   | 3-2  |
| 18.09. | Vildbjerg SF – ASA Aarhus                | 2-1  |
| 24.09. | Østerbro IF – Ballerup-Skovlunde Fodbold | 1-2  |

### 3. runde

#### Ottendedelsfinaler
| Dato   | Kamp                                         | Res. |
| ------ | -------------------------------------------- | ---- |
| 17.09. | Sundby Boldklub - Ballerup-Skovlunde Fodbold | 3-2  |
| 17.09. | Odense Q – HB Køge                           | 1-0  |
| 17.09. | B.93 – Brøndby IF                            | 0-4  |
| 17.09. | Vejle BK – Fortuna Hjørring                  | 1-10 |
| 17.09. | Støvring IF – FC Thy-Thisted Q               | 0-10 |
| 17.09. | Varde IF – VSK Aarhus                        | 1-8  |
| 17.09. | Vildbjerg SF – KoldingQ                      | 0-2  |
| 17.09. | Fredensborg BI – FC Nordsjælland             | 1-6  |

### 4. runde

#### Kvartfinaler
| Dato   | Kamp                          | Res. |
| ------ | ----------------------------- | ---- |
| 17.09. | Fortuna Hjørring - VSK Aarhus | 3-1  |
| 17.09. | Sundby Boldklub – KoldingQ    | 0-4  |
| 17.09. | Odense Q – FC Thy-Thisted Q   | 2-5  |
| 17.09. | FC Nordsjælland – Brøndby IF  | 2-1  |

#### Semifinaler
| 1. juli 2020 18:00 |

| Fortuna Hjørring | 1-2     | FC Nordsjælland        |
| ---------------- | ------- | ---------------------- |
| - Holmgaard 51'  | Rapport | - Vangsgaard 6', 74' · |

| Nord Energi Arena, Hjørring Dommer: Frederikke Lydia Søkjær |

| 1. juli 2020 19:00 |

| KoldingQ     | 0-1     | FC Thy-Thisted Q |
| ------------ | ------- | ---------------- |
| - Dybdahl 1' | Rapport |                  |

| Fynske Bank Arena, Kolding Dommer: Fie Bruun |

#### Finalekamp
| 4. juli 2020 15:30 |

| FC Thy-Thisted Q | 0 - 1   | FC Nordsjælland    |
| ---------------- | ------- | ------------------ |
|                  | Rapport | - 45' Kur Larsen · |

| Sparekassen Thy Arena, Thisted Tilskuere: 342 Dommer: Frida Mia Klarlund Nielsen |

## Statistik

### Topscorerliste
Oversigten er opdateret til og med 1. juli 2020
| Nr. | Spiller                   | Klub             | Mål |
| --- | ------------------------- | ---------------- | --- |
| 5   | Rikke Dybdahl             | FC Thy-Thisted Q | 5   |
| 5   | Amalie Vangsgaard         | FC Nordsjælland  | 5   |
| 5   | Uchechi Sunday            | FC Nordsjælland  | 5   |
| 2   | Mitzi Møller              | Frederiksborg BI | 4   |
| 2   | Cecilie Christensen       | Fortuna Hjørring | 4   |
| 2   | Mille Gejl                | Brøndby IF       | 4   |
| 2   | Majken Sylvest Nørregaard | Herlufsholm GF   | 4   |
| 2   | Kamilla Ørskov Jensen     | Odense Q         | 4   |
| 2   | Nicoline Sørensen         | Brøndby IF       | 4   |
| 2   | Simone Aaris Johansen     | Sundby Boldklub  | 4   |